# Вербункош
Ве́рбункош — стиль угорської танцювальної музики, виник у XVIII столітті внаслідок злиття старовинних угорських народних жанрів під впливом балканських, слов'янських та циганських музичних стилів. До стилю Вербункош належать палоташ і чардаш.

## Історія жанру
Назва танцю "вербунк", що ліг в основу жанру, є викривленням німецького слова werben (вербування). Пов'язано це з тим, що танець виконували на пунктах вербування та на проводах до армії.
Найбільш знаменитими виконавцями та композиторами в жанрі «вербункош» визнаються скрипалі Янош Біхарі, Янош Лавотта та Антал Чермак.
Незважаючи на те, що мелодика вербункоша має очевидне коріння в угорському музичному фольклорі, цей жанр найчастіше асоціюють із циганською музикою. Це багато в чому пов'язано з тим, що вербункош у виконанні циганських музикантів (у відповідному характерному стилі) був історично популярний; у ньому активно використовується так званий циганський звукоряд.
Музична стилістика вербункоша використовується в «Циганському тріо» Йозефа Гайдна та у ряді творів Бели Бартока.

## Slovácko verbuňk
Slovácko verbuňk також є імпровізованим народним танцем у Південно-Моравському та Злінському районах Чеської Республіки, а в 2008 році був внесений до Репрезентативного списку нематеріальної культурної спадщини людства ЮНЕСКО. 